# فاني موسر
فاني موسر هي عالم حيوانات وأحيائية سويسرية، ولدت في 27 مايو 1872 في بادنويلر في ألمانيا، وتوفيت في 24 فبراير 1953 في زيورخ في سويسرا.